# Mihailo Petrović
Mihailo Petrović Alas (24. duben 1868, Bělehrad – 8. červen 1943, Bělehrad) byl srbský matematik a vynálezce, profesor na univerzitě v Bělehradě a akademik Srbské královské akademie. Byl žákem významného francouzského matematika Henriho Poincaréa.

## Život
Mihailo Petrović se narodil jako prvorozený syn Nikodima Petrovič, profesora teologie a Milice Petrovičové, za svobodna Lazarevićové.
V roce 1885 ukončil studium na bělehradském gymnáziu, následně studoval na přírodovědně-matematické sekci filozofické fakulty univerzity v Bělehradě. Po ukončení studia na Bělehradské univerzitě odešel v roce 1889 do Paříže, kde se dále vzdělával, v roce 1891 obdržel diplom ze Sorbonny v oblasti matematických věd. Tam také v roce 1894 obhájil svou disertační práci v oblasti diferenciálních rovnic a získal tak titul PhD. Následně se vrátil do Bělehradu, v tomto období byl Petrović jedním z nejuznávanějších odborníků na diferenciální rovnice na světě.
Petrović se během svého života velmi zajímal o rybolov, odtud pochází i jeho přezdívka Alas (říční rybář). V roce 1882 se stal rybářským učněm, roku 1895 složil zkoušky a stal se rybářským mistrem. Také se zajímal o hru na housle, v roce 1896 založil hudební skupinu Suz. Byl také vášnivým cestovatelem, navštívil jak Severní pól, tak i Jižní pól. Zážitky ze svých cest také publikoval.
Když v roce 1927 zemřel Jovan Cvijić, prezident Srbské akademie věd, členové akademie navrhli Petrovice za nového prezidenta, tento návrh však nebyl akceptován. Důvodem pravděpodobně bylo, že Petrović byl blízkým přítelem prince Djordje Karadjordjevice, který byl bratrem srbského krále zatčeného v roce 1925. Petrović byl v roce 1931 znovu členy akademie jednohlasně zvolen jejím prezidentem, avšak i tentokrát nebylo doporučení akademiků přijato.

## Práce
Petrović je považován za jednoho z nejdůležitějších srbských matematiků v historii. Za svůj život uveřejnil velké množství vědeckých prací, vynálezů, či knih. Kromě srbské akademie byl členem i několika zahraničních akademií věd (např. V Praze, Bukurešti, Varšavě, Krakově). Je také nositelem množství různých ocenění a poct.
Petrović byl vedoucím všech doktorských disertací na Bělehradské univerzitě od roku 1912 do druhé světové války. V současnosti je po něm pojmenováno jedno z bělehradských gymnázií (IX. gymnázium).